# دنلیز کراسرودز (آلاباما)
دنلیز کراسرودز (به انگلیسی: Danleys Crossroads) یک منطقهٔ مسکونی در ایالات متحده آمریکا است که در شهرستان کافی، آلاباما واقع شده‌است. دنلیز کراسرودز ۱۳۱٫۰۷ متر بالاتر از سطح دریا واقع شده‌است.